# Sorbaria aitchisonii
Sorbaria aitchisonii är en rosväxtart som beskrevs av William Botting Hemsley. Sorbaria aitchisonii ingår i släktet rönnspireor, och familjen rosväxter. Inga underarter finns listade i Catalogue of Life.